# Makówka (województwo mazowieckie)
Makówka – wieś sołecka w Polsce położona w województwie mazowieckim, w powiecie grodziskim, w gminie Grodzisk Mazowiecki. Leży przy drodze z Grodziska do Radziejowic.
Znajduje się na terenie Warszawskiego Obszaru Chronionego Krajobrazu.
We wsi funkcjonuje strzelnica sportowa, dzierżawiona przez Fundację Rozwoju Strzelectwa w Polsce.
W latach 1975–1998 miejscowość administracyjnie należała do województwa warszawskiego.